# ボーイ・ミーツ・ワールド
『ボーイ・ミーツ・ワールド』（Boy Meets World） は、アメリカのシチュエーション・コメディ。
アメリカABCで1993年から2000年まで、また日本ではNHK教育で2000年から2003年にかけて放送された。2004年から2011年にかけてディズニーチャンネルで再放送されていた。全158話。全7シーズン。
2014年6月27日より、アメリカのディズニーチャンネルで本作の派生ドラマである『ガール・ミーツ・ワールド』が放送されている。

## 概要
いたずら好きの少年コーリー・マシューズの日常生活を主軸に、彼の家族や友人たちの人間模様を描いたコメディ作品。コーリーの成長に伴って、物語は恋愛中心のラブコメディへと移行する。
シットコムでは基本的に最終回が設けられず、自然消滅するのが普通であるが、今作は明確に物語の結末が描かれている珍しいケースである。
登場人物の証言からペンシルベニア州フィラデルフィアが舞台とされている。

## 登場人物

### 主要人物
コーリー・マシューズ（ベン・サヴェージ 声：くまいもとこ（第1、第2シーズン）→山口勝平（第3シーズン～））
マシューズ家の次男。本名はコーネリアス。少しにぬけているところもあるが、基本的には素直で良い人間。学生時代は、よく親友のショーンと一緒にイタズラなどをして親や先生など周囲の人々を困らせていた。
恋愛関係はあまり得意ではなかったが、同級生のトパンガと愛し合うようになった。トパンガのヒステリーで何度も別れたものの、あきらめずに接し続け、最終的には結婚をする。
ショーンをたしなめる役割が多いが、トパンガと破局した際、パーティで飲酒し、ショーンを引きこんで泥酔し、補導された。
本名のコーネリアスは最終回で判明した事実であり、家族以外で知っているのはフィーニーだけでコーリー自身も隠したがっている。
アラン・マシューズ（ウィリアム・ラス 声：井上和彦 / 英：フレッド・タタショア）
マシューズ家の家長であり、頼りになる大黒柱。
当初は地元スーパーの店長をしていたが、のちに退職しアウトドアショップを経営するようになる。
妻のエイミーとは年を重ねた現在でも深く愛し合っている。
エイミー・マシューズ（ベッツィー・ランドル 声：島本須美）
アランの愛すべき妻であり、にぎやかな家庭を支える3児の母（後に4児）。
アランが店長を辞めた後、先を悩んでいるアランのためにアウトドアショップを購入した。
エリック・ランドール・マシューズ（ウィル・フレーデル 声：千葉進歩）
マシューズ家の長男。モテモテで女の子のことを年中追いかけている。
ある脳の実験に協力した際、モルモットの方がいろいろ考えているという結果が出るほどの天然。
弟や妹でさえ、女の子にモテるために利用することもあるが、弟の恋愛相談にのってあげるなど基本的には家族思いの良い兄。
最終シーズンではかなり体重が増え、言動も天然を通り越して、様々なトラブルを持ち込む存在になっていった。
モーガン・マシューズ（リリー・ニックセイ（第1、第2シーズン）→リンゼー・リッジウェイ（第3シーズン～） 声：荒木香恵）
マシューズ家の長女。
長らく出番がなかったため、演者を交代した初登場回でコーリーに「何だか久しぶりだな」と言われ、自身でも「私も話すの久しぶり」と答えた。
ショーン・パトリック・ハンター（ライダー・ストロング 声：高山みなみ（第1、第2シーズン）→草尾毅（第3シーズン～））
コーリーの悪友兼親友。
コーリーとは対照的に複雑な家庭環境で育ったためか、学生時代はイタズラをしたり、不良に憧れたりと比較的反抗的な生徒だった。
コーリーとは無二の親友であり、彼の恋愛のために一肌脱ぐことや、逆に彼に行き過ぎたイタズラを戒められ、結果的に助けられることもあった。
難しい単語や、思考は苦手など、頭はあまり良くない。
整った見た目やワイルドな性格のためか、オタク扱いされることもあるコーリーとは違い、女子にはモテる。
飲酒、深夜徘徊、バイク盗難、無免許運転など何度も警察の厄介になっている。
トパンガ・ローレンス（ダニエル・フィッシェル 声：氷上恭子）
コーリーたちの幼なじみ。
小さいころから周囲より頭が良かったためか、前衛的なファッションをしたり、女性大統領を将来の夢に掲げたりと、物語初期は自他共に認める変わり者だった。しかし、コーリーたちが上級生になると、一転、恋に悩む普通の女の子になる。
腰まで伸びる長い髪が特徴であったが、コーリーに「人は見た目じゃない」と理解させるために自分で切断。その後、美容院でチェリーニにそろえてもらい、化粧もしたが、コーリーに逆に諭され、化粧はやめた。
シーズン後半では体重が増えたことを気にし始め、ダイエットを試みたが、周囲には妊娠と誤解されてしまった。
トラウマや恋愛ヒステリーを起こしやすく、何度もコーリーと別れては戻っていたが、ついに最終シーズンでコーリーと結婚をする。
ミドルネームもあるらしいが、本人曰く「変な名前」であり、人には教えていない。ジャックには「トパンガより変なのか？」と返された。
ジョージ・フィーニー（ウィリアム・ダニエルズ 声：中村正）
生徒思いのコーリーたちの先生。
小学校時代は担任、ハイスクール時代は校長、大学時代は教授と、コーリーたちの学生生活に何かと関わってくる。
マシューズ家の隣に住んでいる。エリックに呼び出される際は自宅裏から大声で叫ばれるのがお約束となっている。
妻に先立たれて現在は独身。
ハイスクールの校長を引退し、一時期はワイオミングに引っ越したが、生徒としてエリックの通うペンブリック大学に入学。学部長に気に入られ、すぐに退学し、教授となる。

### その他の人物
スチュワート・ミンカス（リー・ノリス 声：小桜エツ子（第1シーズン）→宮田幸季（第113話））
コーリーのクラスの優等生。
いわゆるがり勉のオタクで変わり者であり、コーリーたちとはうまが合わず、お互いを小馬鹿にし合っていた。
トパンガを勝手に将来の妻と決めつけ、ことあるごとに求愛していたが、当人にはまったく相手にされていなかった。
ショーンには「ミンカス、ミンカス、ミンカス」と連呼されることが多く、自身は「僕もファーストネームで呼んでほしい」と漏らしたことがある。
ジャック・ニューマン（マシュー・ローレンス 声：鉄野正豊）
第5シーズンから登場。ショーンの異母兄。
同じ大学に通うエリックと弟のショーンでルーム・シェアをしていた。ショーンが大学へ進学し、部屋を出ると同時にレイチェルを迎え入れる。
エリックとはレイチェルを巡って争っていたが、父親が死亡した失意を同情され、恋仲になった。当初はエリックに隠していたが、エリックには見破られており、エリックは部屋を出ることでけじめを付けた。
レイチェル・マクガイア（メイトランド・ウォード 声：三鴨絵里子）
第6シーズンから登場。エリック、ジャックのルームメイトの赤毛の女の子。
彼氏とのけんかで部屋を飛び出したところをエリックとジャックに見られ、そのまま同居することになった。
ジャックとは恋仲になったが、ジャックはエリックとの攻防戦を楽しんで、自分を戦利品のように見ていたことを知り、破局。その後、部屋からジャックを追い出し、トパンガとアンジェラを迎え入れ、同居する。ディスポーザーにトラウマがあったが、エリックの演出盗撮（「トゥルーマン・ショー」のパロディ）により、克服。
アンジェラ・シャネイネイ・ムーア（トリナ・マクギー=デイビス 声：水樹洵）
第5シーズンから登場。ショーンの恋人。
軍人の娘で父親が迎えに来たことを悩んでいた。ショーンは当初「気にしない」と言ったため、父親と共に暮らすことを決意。ショーンと別れる。
ジョナサン・ターナー（アンソニー・タイラー・クイン 声：小森創介）
第2シーズンから第4シーズンまで登場。ハイスクールでコーリーたちを受け持つ生徒思いの良い先生。
父親が行方不明な時、身寄りのないショーンを自宅に居候させていた。親権が移ることを機に広いマンションへ越そうかと考えていたが、ギリギリまで書類にサインをしないなど、いままでの生活が変わることを恐れていた。
実はいいところのお坊ちゃんで、若い時は奔放な生活を送っていた。キックボクシングを嗜む。
ジェイスン（声：岸尾大輔）
エリックの友人。エリックほどではないが、女の子が好きである。
ハーレー（ダニー・マクナルティー 声：神奈延年）
コーリーたちのハイスクールの代表的な不良。テレサという妹がいる。幼少期、テレサが父親に野球場に置き去りにされた際は、自転車で迎えにいった。本名はハーヴィ。
ターナーのバイクを破壊しようとし、少年院に入れられる。
ジョーイ（ブレーク・ソーパー 声：鳥海勝美）
ハーレーの子分。
ハーレーが少年院に入ってからは、何かとエリックに付きまとっていた。
フランキー（イーサン・サプリー 声：高戸靖広）
ハーレーの子分。巨漢だが、根は小心者。
ハーレーたちにはその体躯から友達というより体良く利用されていただけだが、のちにコーリー、ショーンと本当の友達になる。
ショーンと同じトレイラーパークに住んでいる。
父親は悪役プロレスラー。
恋には純粋。
イーライ・ウィリアムズ（アレックス・デザート 声：大黒和広）
アダムス校のハイスクールの教師。コーリーの所属する広報部の顧問。
ターナーとはお互いに軽口を言い合う仲。

## サブリナ&セーレム
第5シーズン第5話では『サブリナ』のメリッサ・ジョーン・ハートが同役でゲスト出演した。2002年6月末NHK教育テレビでの放映は『サブリナ』と時期が重なり、吹替えでもサブリナ役の石塚理恵が登板している。続く第5シーズン第6話では『サブリナ』からセーレムが登場している。こちらも吹替えは小倉久寛が登板している。

## 放送局
- ABC
- NHK教育
- ディズニー・チャンネル

## エピソード
※"S"はシーズン話数、日本放送日はNHK教育での放送分（NHKクロニクルより）。

### シーズン1
| 話数 | タイトル               | 原題                           | 日本放送日     |
| ---- | ---------------------- | ------------------------------ | -------------- |
| 1    | めざめよ少年           | Boy Meets World                | 2000年 8月9日  |
| 2    | 金もうけはつらい！？   | On the Fence                   | 8月16日        |
| 3    | 落第息子と失格パパ     | Father Knows Less              | 8月23日        |
| 4    | 悪夢の大変身           | Cory's Alternative Friends     | 8月30日        |
| 5    | 不純な努力             | Killer Bee                     | 9月6日         |
| 6    | 突然の天才             | Boys II Mensa                  | 9月13日        |
| 7    | ユニークばあば登場     | Grandma Was a Rolling Stone    | 9月20日        |
| 8    | コーリー先生の授業     | Teacher's Bet                  | 9月27日        |
| 9    | 夢はメジャーリーグ     | Class Pre-Union                | 10月4日        |
| 10   | 愛と友情のクリスマス   | Santa's Little Helper          | 10月11日       |
| 11   | 思いやりの親子ゲーム   | The Father / Son Game          | 10月25日       |
| 12   | ママの秘密             | Once in Love with Amy          | 11月1日        |
| 13   | 欲ばりコーリー         | Risky Business                 | 11月8日        |
| 14   | 小さな恋のゆくえ       | She Loves Me, She Loves Me Not | 11月15日       |
| 15   | ガンバレ補欠選手       | The B-Team of Life             | 11月22日       |
| 16   | 兄貴はスーパーモデル   | Model Family                   | 11月29日       |
| 17   | 逃亡者ショーン         | The Fugitive                   | 12月6日        |
| 18   | 災いナイト             | It's a Wonderful Night         | 12月13日       |
| 19   | パパのプレゼント       | Kid Gloves                     | 12月20日       |
| 20   | コーリーの降板宣言     | The Play's the Thing           | 12月27日       |
| 21   | ボーイ・ミーツ・ガール | Boy Meets Girl                 | 2001年 1月10日 |
| 22   | のろわれたコーリー！？ | I Dream of Feeny               | 1月17日        |

### シーズン2
| 話数 | S  | タイトル                   | 原題                                     | 日本放送日     |
| ---- | -- | -------------------------- | ---------------------------------------- | -------------- |
| 23   | 1  | 嵐をよぶ新入生             | Back 2 School                            | 2001年 1月24日 |
| 24   | 2  | 恋のイエローカード         | Pairing Off                              | 1月31日        |
| 25   | 3  | 一字が一大事               | Notorious                                | 2月7日         |
| 26   | 4  | 怒りのクラス               | Me and Mr. Joad                          | 2月14日        |
| 27   | 5  | クールガイへのおさそい     | The Uninvited                            | 2月21日        |
| 28   | 6  | 狼になったコーリー！？     | Who's Afraid of Cory Wolf?               | 2月28日        |
| 29   | 7  | から騒ぎハイスクール       | Wake up, Little Cory                     | 3月7日         |
| 30   | 8  | ミュージシャンはモテモテ？ | Band on the Run                          | 3月14日        |
| 31   | 9  | コーリーはキスが苦手       | Fear Strikes Out                         | 3月21日        |
| 32   | 10 | 台風少女テレサ             | Sister Theresa                           | 3月28日        |
| 33   | 11 | アブない四角関係           | The Beard                                | 4月4日         |
| 34   | 12 | 逆転ダンスパーティー       | Turnaround                               | 4月11日        |
| 35   | 13 | 恋するフランキー           | Cyrano                                   | 4月18日        |
| 36   | 14 | コーリーの選挙運動         | I Am Not a Crook                         | 4月25日        |
| 37   | 15 | フィアンセ現る？           | Breaking Up is Really, Really Hard to Do | 5月2日         |
| 38   | 16 | キケンな男とよばれたい！   | Danger Boy                               | 5月9日         |
| 39   | 17 | こちら海賊放送局           | On the Air                               | 5月16日        |
| 40   | 18 | エリックの個人授業         | By Hook or By Crook                      | 5月23日        |
| 41   | 19 | ショーンの苦しみ           | Wrong Side of the Tracks                 | 5月30日        |
| 42   | 20 | 不意打ちはねらい打ち       | Pop Quiz                                 | 6月6日         |
| 43   | 21 | 体育会系コーリー？         | The Thrilla' in Phila'                   | 6月13日        |
| 44   | 22 | パパという仕事             | Career Day                               | 6月20日        |
| 45   | 23 | ひとりぼっちのショーン     | Home Sweet Home                          | 6月27日        |

### シーズン3
| 話数 | S  | タイトル                     | 原題                               | 日本放送日    |
| ---- | -- | ---------------------------- | ---------------------------------- | ------------- |
| 46   | 1  | 好きと言えなくて             | My Best Friend's Girl              | 2001年 7月4日 |
| 47   | 2  | デートはおうちで             | The Double Lie                     | 7月11日       |
| 48   | 3  | 恐怖の言葉「愛してる」       | What I Meant To Say                | 7月18日       |
| 49   | 4  | ショーンの進路相談           | He Said, She Said                  | 7月25日       |
| 50   | 5  | 偽りのヒーロー               | Hometown Hero                      | 8月1日        |
| 51   | 6  | 子ブタ物語                   | This Little Piggy                  | 8月15日       |
| 52   | 7  | コーリーは迷ジャーナリスト？ | Truth and Consequences             | 8月22日       |
| 53   | 8  | ダブルパーティーは大騒動     | Rave On                            | 8月29日       |
| 54   | 9  | コーリーの浮気？             | The Last Temptation of Cory        | 9月5日        |
| 55   | 10 | 年越し列車でGO！             | Train of Fools                     | 9月12日       |
| 56   | 11 | フィーニーの宝物             | City Slackers                      | 9月19日       |
| 57   | 12 | すれ違い                     | The Grass is Always Greener        | 9月26日       |
| 58   | 13 | フランキーはマブダチ？       | New Friends and Old                | 10月3日       |
| 59   | 14 | ボクの女に手を出すな！       | A Kiss is More Than a Kiss         | 10月10日      |
| 60   | 15 | ショーンは彼氏失格！？       | The Heart is a Lonely Hunter       | 10月17日      |
| 61   | 16 | エリックはお天気兄さん       | Stormy Weather                     | 10月24日      |
| 62   | 17 | フラミンゴ・パーク・キッド   | The Pink Flamingo Kid              | 10月31日      |
| 63   | 18 | 波乱の学年末テスト           | Life Lessons                       | 11月7日       |
| 64   | 19 | 電撃タイムスリップ！         | I Was a Teenage Spy                | 11月14日      |
| 65   | 20 | 最後の引っ越し               | I Never Sang For My Legal Guardian | 11月21日      |
| 66   | 21 | 届け！この熱い想い!!         | The Happiest Show On Earth         | 11月28日      |
| 67   | 22 | 兄弟のきずな                 | Brother - Brother                  | 12月5日       |

### シーズン4
| 話数 | S  | タイトル               | 原題                                       | 日本放送日      |
| ---- | -- | ---------------------- | ------------------------------------------ | --------------- |
| 68   | 1  | スイート・ホーム       | You Can Go Home Again                      | 2001年 12月12日 |
| 69   | 2  | 髪が気になるお年ごろ   | Hair Today, Goon Tomorrow                  | 12月19日        |
| 70   | 3  | パパが仕事をやめたワケ | I Ain't Gonna Spray Lettuce No More        | 12月26日        |
| 71   | 4  | ママのいる風景         | Fishing for Virna                          | 2002年 1月9日   |
| 72   | 5  | 歌姫に気をつけろ       | Shallow Boy                                | 1月16日         |
| 73   | 6  | チェットの新しい仕事   | Janitor Dad                                | 1月23日         |
| 74   | 7  | 愛の選択               | Singled Out                                | 1月30日         |
| 75   | 8  | 痛みを抱える夜         | Dangerous Secret                           | 2月6日          |
| 76   | 9  | コーリー分身の術？     | Sixteen Candles and Four-Hundred-Pound Men | 2月13日         |
| 77   | 10 | 家族対抗感謝祭         | Turkey Day                                 | 2月20日         |
| 78   | 11 | キスか 友情か？        | An Affair To Forget                        | 2月27日         |
| 79   | 12 | わかれ道               | Easy Street                                | 3月6日          |
| 80   | 13 | ショーンの経済学入門   | B & B's B'n B                              | 3月13日         |
| 81   | 14 | 初めてのドライブ       | Wheels                                     | 3月20日         |
| 82   | 15 | 僕はいい女？           | Chick Like Me                              | 3月27日         |
| 83   | 16 | ふたりの試練 前編      | A Long Walk To Pittsburgh (1)              | 4月10日         |
| 84   | 17 | ふたりの試練 後編      | A Long Walk To Pittsburgh (2)              | 4月17日         |
| 85   | 18 | エリックの父親修業     | Uncle Daddy                                | 4月24日         |
| 86   | 19 | 天才クイズショー       | Quiz Show                                  | 5月1日          |
| 87   | 20 | エリックの転職         | Security Guy                               | 5月8日          |
| 88   | 21 | 心のすきま             | Cult Fiction                               | 5月15日         |
| 89   | 22 | ビーチの誘惑           | Learning To Fly                            | 5月22日         |

### シーズン5
| 話数 | S  | タイトル                   | 原題                                     | 日本放送日     |
| ---- | -- | -------------------------- | ---------------------------------------- | -------------- |
| 90   | 1  | ひとつ屋根の下で           | Brothers                                 | 2002年 5月29日 |
| 91   | 2  | 真実の世界                 | Boy Meets Real World                     | 6月5日         |
| 92   | 3  | 遠い日の約束               | It's Not You ... It's Me                 | 6月12日        |
| 93   | 4  | ショーンは大学生？         | Fraternity Row                           | 6月19日        |
| 94   | 5  | ペンブルックの魔女たち     | The Witches Of Pennbrook                 | 6月26日        |
| 95   | 6  | 戦場にかける恋             | No Guts, No Cory                         | 7月3日         |
| 96   | 7  | カバンいっぱいの恋 前編    | I Love You, Donna Karan (1)              | 7月10日        |
| 97   | 8  | カバンいっぱいの恋 後編    | Chasing Angela (2)                       | 7月17日        |
| 98   | 9  | コーリーの社会勉強         | How To Succeed In Business               | 7月24日        |
| 99   | 10 | 女ごころは謎だらけ         | Last Tango In Philly                     | 7月31日        |
| 100  | 11 | トパンガ流クリスマス       | A Very Topanga Christmas                 | 8月7日         |
| 101  | 12 | パパ争奪戦                 | Raging Cory                              | 8月21日        |
| 102  | 13 | 幻のチケット               | The Eskimo                               | 8月28日        |
| 103  | 14 | 星降るゲレンデ             | Heartbreak Cory                          | 9月4日         |
| 104  | 15 | バレンタイン裁判           | First Girlfriends Club                   | 9月11日        |
| 105  | 16 | 揺れる心                   | Torn Between Two Lovers                  | 9月18日        |
| 106  | 17 | ハイスクール殺人事件       | And Then There Was Shawn                 | 9月25日        |
| 107  | 18 | 酔いどれコーリー           | If You Can't Be With The One You Love... | 10月2日        |
| 108  | 19 | 名優エリック               | Eric Hollywood                           | 10月9日        |
| 109  | 20 | 星月夜の奇跡               | Starry Night                             | 10月16日       |
| 110  | 21 | ショーンは愛のキューピッド | Honesty Night                            | 10月23日       |
| 111  | 22 | ドキドキ！プロムナイト     | Prom-ises, Prom-ises                     | 10月30日       |
| 112  | 23 | それぞれの進路             | Things Change                            | 11月6日        |
| 113  | 24 | 卒業                       | Graduation                               | 11月13日       |

### シーズン6
| 話数 | S  | タイトル                 | 原題                                       | 日本放送日      |
| ---- | -- | ------------------------ | ------------------------------------------ | --------------- |
| 114  | 1  | 彼の決断                 | His Answer (1)                             | 2002年 11月20日 |
| 115  | 2  | 彼女の決断               | His Answer (2)                             | 11月27日        |
| 116  | 3  | 大学は最高               | Ain't College Great?                       | 12月4日         |
| 117  | 4  | バスルームの向こう側     | Friendly Persuasion                        | 12月11日        |
| 118  | 5  | 悩みは人並み             | Better than Average Cory                   | 12月18日        |
| 119  | 6  | キスの波紋               | Hogs And Kisses                            | 12月25日        |
| 120  | 7  | 危険な個人授業           | Everybody Loves Stuart                     | 2003年 1月8日   |
| 121  | 8  | 婚約指輪物語             | You're Married You're Dead                 | 1月15日         |
| 122  | 9  | 詩に秘めた想い           | Poetic License: An Ode To Holden Caulfield | 1月22日         |
| 123  | 10 | アパートの中 見せます    | And In Case I Don't See Ya"                | 1月29日         |
| 124  | 11 | イブの願い               | Santa's Little Helper                      | 2月5日          |
| 125  | 12 | ショーンのため息         | Cutting The Cord                           | 2月12日         |
| 126  | 13 | 旅の終わり               | We'll Have A Good Time Then                | 2月19日         |
| 127  | 14 | フィアンセ・ゲーム       | Getting Hitched                            | 2月26日         |
| 128  | 15 | 自分さがしの旅へ         | Road Trip                                  | 3月5日          |
| 129  | 16 | バレンタインは誰のもの？ | My Baby Valentine                          | 3月12日         |
| 130  | 17 | 家族の肖像               | Resurrection                               | 3月19日         |
| 131  | 18 | 理想の結婚               | Can I Help To Cheer You?                   | 3月26日         |
| 132  | 19 | フィーニーの告白大作戦   | Bee True                                   | 4月2日          |
| 133  | 20 | 正直ゲームは甘いワナ     | The Truth About Honesty                    | 4月9日          |
| 134  | 21 | コーリーの悪夢           | The Psychotic Episode                      | 4月16日         |
| 135  | 22 | 結婚ラプソディー         | State Of The Unions                        | 4月23日         |

### シーズン7
| 話数 | S  | タイトル                 | 原題                                       | 日本放送日     |
| ---- | -- | ------------------------ | ------------------------------------------ | -------------- |
| 136  | 1  | 愛が消える時 (前編)      | Show Me The Love                           | 2003年 4月30日 |
| 137  | 2  | 愛が消える時 (後編)      | For Love And Apartments                    | 5月7日         |
| 138  | 3  | アンジェラのパパは鬼軍曹 | Angela's Men                               | 5月14日        |
| 139  | 4  | 変わらぬ想い             | No Such Thing as A Sure Thing              | 5月21日        |
| 140  | 5  | ジャックは猛烈仕事人     | You Light Up My Union                      | 5月28日        |
| 141  | 6  | 結婚準備の大騒動         | They're Killing Us                         | 6月4日         |
| 142  | 7  | 結ばれる日               | It's About Time                            | 6月11日        |
| 143  | 8  | 楽園に魅せられて         | The Honeymooners                           | 6月18日        |
| 144  | 9  | 涙の新婚生活             | The Honeymoon is Over                      | 6月25日        |
| 145  | 10 | 楽しい我が家？           | Pickett Fences                             | 7月2日         |
| 146  | 11 | 愛のリフォーム計画       | What A Drag!                               | 7月9日         |
| 147  | 12 | ハンター家の真実         | Family Trees                               | 7月16日        |
| 148  | 13 | 初めての夫婦ゲンカ       | The Provider                               | 7月23日        |
| 149  | 14 | パパと一緒に働きたい！   | I'm Gonna Be Like You, Dad                 | 7月30日        |
| 150  | 15 | いたずら戦線異状あり     | The War (1)                                | 8月6日         |
| 151  | 16 | 戦いの果てに             | Seven The Hard Way (2)                     | 8月13日        |
| 152  | 17 | トパンガのダイエット     | She's Having My Baby Back Ribs             | 8月20日        |
| 153  | 18 | 退屈夫婦のハッスル日記   | How Cory And Topanga Got Their Groove Back | 8月27日        |
| 154  | 19 | 思い出をかたづけないで   | Brotherly Shove                            | 9月3日         |
| 155  | 20 | エリックの探偵物語       | As Time Goes By                            | 9月10日        |
| 156  | 21 | さよならは言わないで     | Angela's Ashes                             | 9月17日        |
| 157  | 22 | 飛び立つ勇気             | Brave New World (1)                        | 9月24日        |
| 158  | 23 | 最後の授業               | Brave New World (2)                        | 10月1日        |

## 日本語版制作スタッフ
- プロデューサー - 青山卓史（#90-135）、尾藤綾子（#136 - ）
- 翻訳 - 岩本令[11]
- 演出 - 木村絵理子（#1-#28）、清水洋史（#29 - ）[12]
- 調整 - 高久孝雄（#1-12、#118、#119）、柳川久子（#13-#117、#120 - ）[13]
- 効果 - 武藤晶子（#1-#105）、中野勝博（#106 - ）
- 制作統括 - 渡辺聡（#90 - ）
- 制作 - 東北新社、NHKエンタープライズ21